# Luna (filme alemão)
Luna (bra: Luna: Em Busca da Verdade) é um filme de suspense alemão de 2017, dirigido por Khaled Kaissar e estrelado por Lisa Vicari, Carlo Ljubek e Branko Tomović.

## Sinopse
Luna (Lisa Vicari) é uma adolescente inteligente e despreocupada que está passando o verão com sua família nas montanhas. De repente, sua família inteira é morta por agentes estrangeiros, e Luna mal consegue escapar. Ela é forçada a enfrentar o fato de que toda a sua vida foi uma mentira: seu pai Jakob (Benjamin Sadler) foi um agente russo que viveu na Alemanha por 20 anos, enquanto sua família era apenas a capa. Quando ele foi finalmente exposto pelo Serviço Federal de Inteligência da Alemanha, ela se viu na mira do serviço secreto russo. Luna se junta ao agente secreto Hamid (Carlo Ljubek) para encontrar justiça para sua família. Eventualmente, ela expõe Victor (Branko Tomovic) como o assassino, e várias prisões são feitas.

## Produção
“Luna” foi filmado no final de 2015 em Munique, Dachau e Oberstdorf. Lisa Vicari realizou suas próprias acrobacias, incluindo pendurar-se em uma corda a uma altura de 60 a 70 metros acima de um desfiladeiro. É a produção do filme Kaissar, em co-produção com Rat Pack e Berghaus Wöbke. O produtor executivo é Tobias M. Huber. O roteiro foi escrito por Ulrike Schölles e Ali Zojaji, e a cinematografia dirigida por Namche Okon. É baseado em uma história real.

## Elenco
- Lisa Vicari: Luna
- Carlo Ljubek: Hamid
- Branko Tomovic: Victor
- Benjamin Sadler: Jakob
- Rainer Bock: Behringer
- Genija Rykova: Kathrin
- Bibiana Beglau: Julia
- Laura Graser: Leni
- Tamara Graser: Leni
- Johannes Meier: Ludger
- Eugen Knecht: Andrej
- Roland von Kummant: um hacker
- Moritz Fischer: Piotr
- Katharina Stark: Charlie

## Lançamento e recepção
Luna estreou em 29 de junho de 2017 no Festival de Cinema de Munique. Teve grande lançamento nos cinemas alemães em 15 de fevereiro de 2018. No Festival Internacional de Cinema Policial de 2018 em Liège, Bélgica, ganhou o Prêmio do Júri Jovem.
O filme recebeu boas críticas em geral. Benjamin Wirtz da Filmaffe acredita que os alemães podem fazer cinema de gênero e Luna prova “em grande medida”. Embora o filme “não seja um thriller perfeito”, é “um dos melhores filmes de gênero que foram criados na Alemanha recentemente”, o que falta no país de qualquer maneira. O fato de o thriller oferecer “entretenimento de bastante sucesso” é “principalmente graças à atriz principal Lisa Vicari, [...] que pode levar a história sem dificuldade”. Timo Wolters, do Blu-Ray-Rezensions.net, escreve: “Em qualquer caso, em sua estreia na direção, Khaled Kaiser entrega um thriller absolutamente emocionante com um toque de agente, cuja estreia em uma cabana na floresta para produções alemãs é inovadoramente difícil e direto ao ponto. [...] Isso não está longe do nível de Hollywood e pelo menos no nível dos thrillers escandinavos.” Oliver Armknecht do film-rezensionen.de foi mais crítico, opinando que os poucos “pontos de luz” foram “obscurecidos por um thriller que não consegue desenvolver sua própria identidade” e deu 4 de 10 pontos.